# Coffee table book

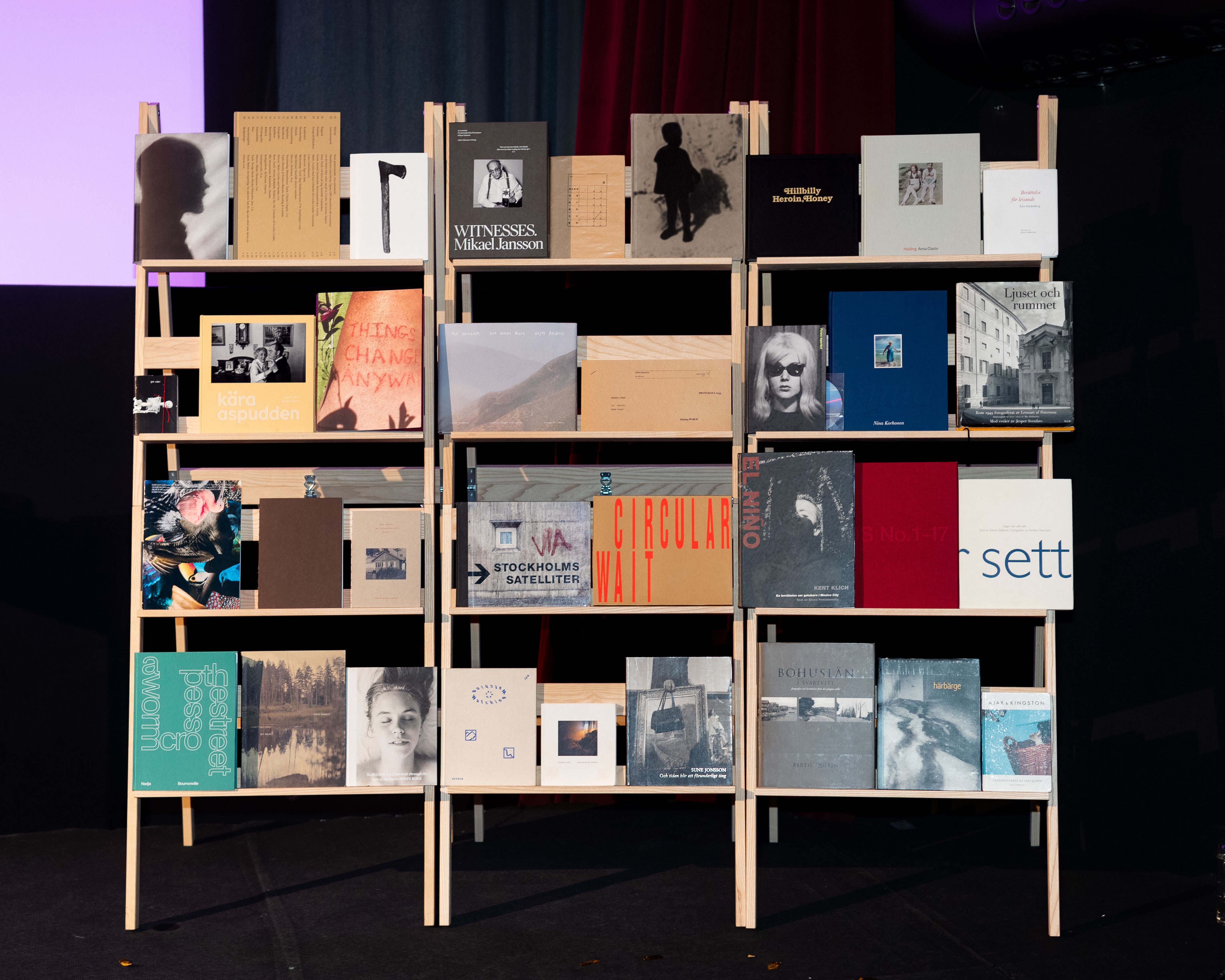
Diverse coffe table-böcker.

En coffee table-bok, eller ibland soffbordsbok, från engelskans "coffee table book", är en stor bok, det vill säga en foliant, vanligtvis exklusiv och med hårda pärmar, vars syfte är att ligga framme till beskådan, exempelvis som inredningsdetalj eller som ett objekt vars innehåll kan inspirera till samtal. Innehållsligt ligger fokus ofta på bilder med ämnen som konst, mode, inredning, natur, resmål eller smala specialområden. Då dessa böcker ofta har ett fokus på bild tenderar vissa att innehållsligt beröra ämnesområdet ganska flyktigt varför uttrycket ibland används nedsättande och blivit synonymt med något ytligt.

## Historia
Idén om en bok vars huvudsyfte är att visas upp omtalas redan 1581 i Michel de Montaignes essä Upon Some Verses of Virgil där han skriver: "Jag är orolig att mina essäer endast tjänar damerna som ett rörligt objekt, en bok att ha liggande i salongsfönstret..." Ungefär två sekel senare, 1759, nämnde Laurence Sterne detta i sin komiska roman The Life and Opinions of Tristram Shandy, Gentleman "Eftersom mitt liv och mina åsikter kommer att låta höra sig i världen, och... att jag kommer bli lika läst som Kristens resa- och, att jag till slut, kommer bevisa de Montaigne var rädd för att hans essäer skulle bli, en bok i ett salongsfönster..."
I Storbritannien har termen "coffee table book" använts, med sin nuvarande innebörd, sedan åtminstone 1800-talet, och användes på samma sätt, även på 1950-talet. Under svenskt 1800-tal talades det om "böcker för divanbordet" på samma sätt som kring dagens coffee table-böcker, som i en annons från 1879 för ett planschverk om Napeoleon Bonapartes Historia där det står: "Arbetet är en värdefull prydnad icke blott för salongen och divanbordet utan äfven för hvarje bildad mans boksamling".
David Brower attribueras ibland som den som uppfann den moderna coffee table-boken. Som chef för Sierra Club ville han skapa en serie med böcker som kombinerade naturfotografi med texter om naturen, med, som han själv uttryckte det, "en sidstorlek så pass stor att den kan  bära bildens dynamik. Ögat måste kunna få vandra över bilden, och inte omfatta den med bara ett ögonkast." Den första av dessa böcker, "This is the American Earth", med fotografier av Ansel Adams med flera, och med text av Nancy Newhall, publicerades 1960. Serien blev känd som "The Exhibit Format", och 20 titlar kom att publiceras.
Coffee table-böcker har även fungerat som propaganda, som boken om den östtyska ledaren Walter Ulbricht eller  Albaniens ledare Enver Hoxha.
En mycket omtalad och eftertraktad coffee table-bok är idag Madonnas bok Sex som gavs ut 1992.

## Originalcitat
1. ↑  "I am vexed that my Essays only serve the ladies for a common movable, a book to lay in the parlor window..."
2. ↑  "As my life and opinions are likely to make some noise in the world, and... be no less read than the Pilgrim's Progress itself- and, in the end, prove the very thing Montaigne dreaded his Essays should turn out, that is, a book for a parlour window..."
3. ↑  "a page size big enough to carry a given image’s dynamic. The eye must be required to move about within the boundaries of the image, not encompass it all in one glance."